# トランギア
トランギア（Trangia ）は

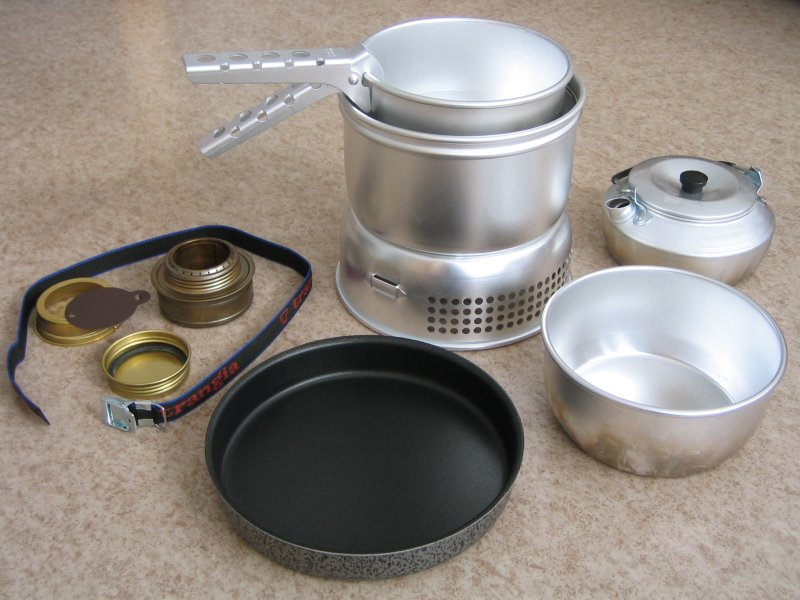
調理機材とバーナー（左）が含まれるトランギアの構成品

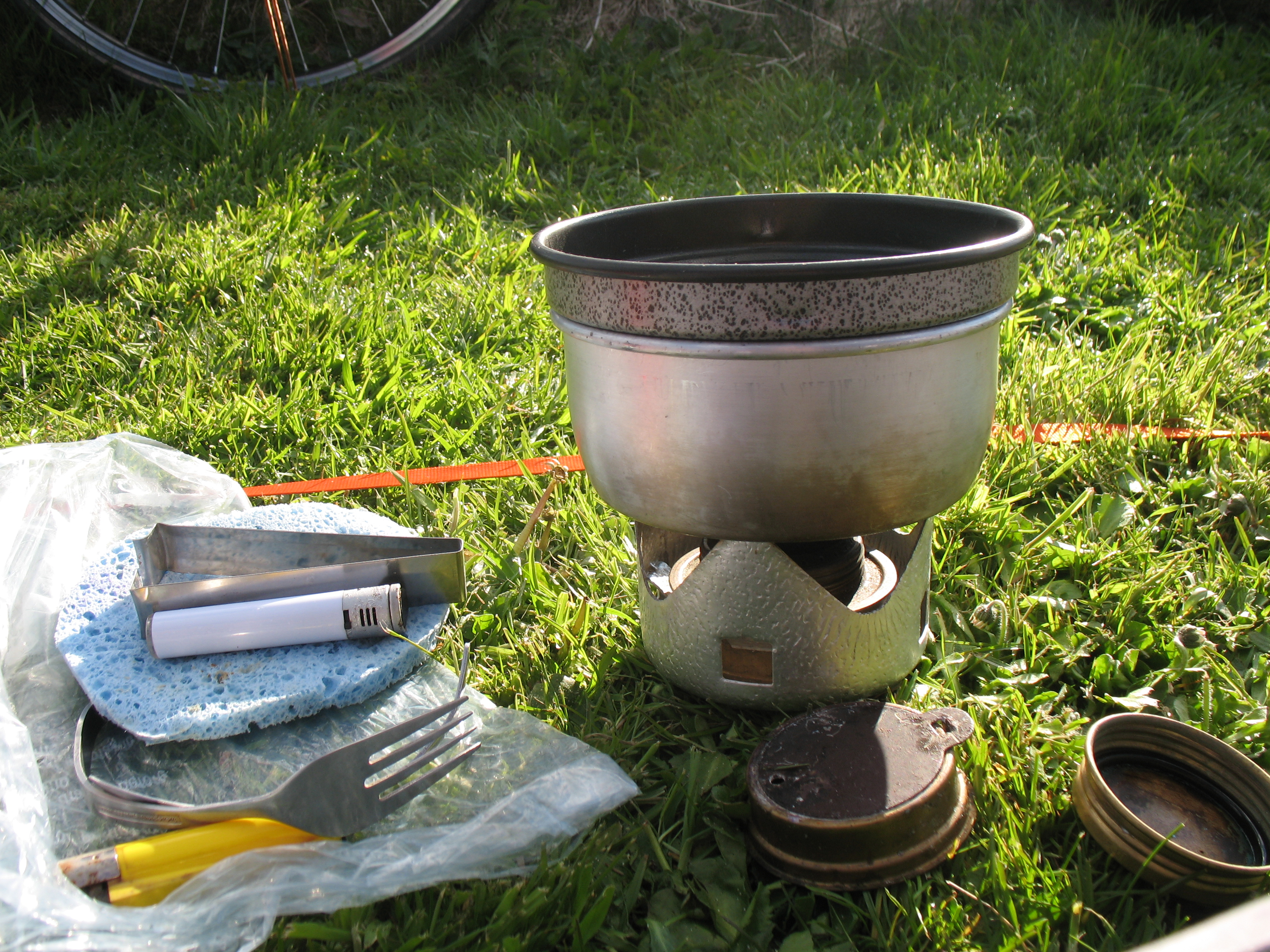
使用中のミニトランギア・ストーブ

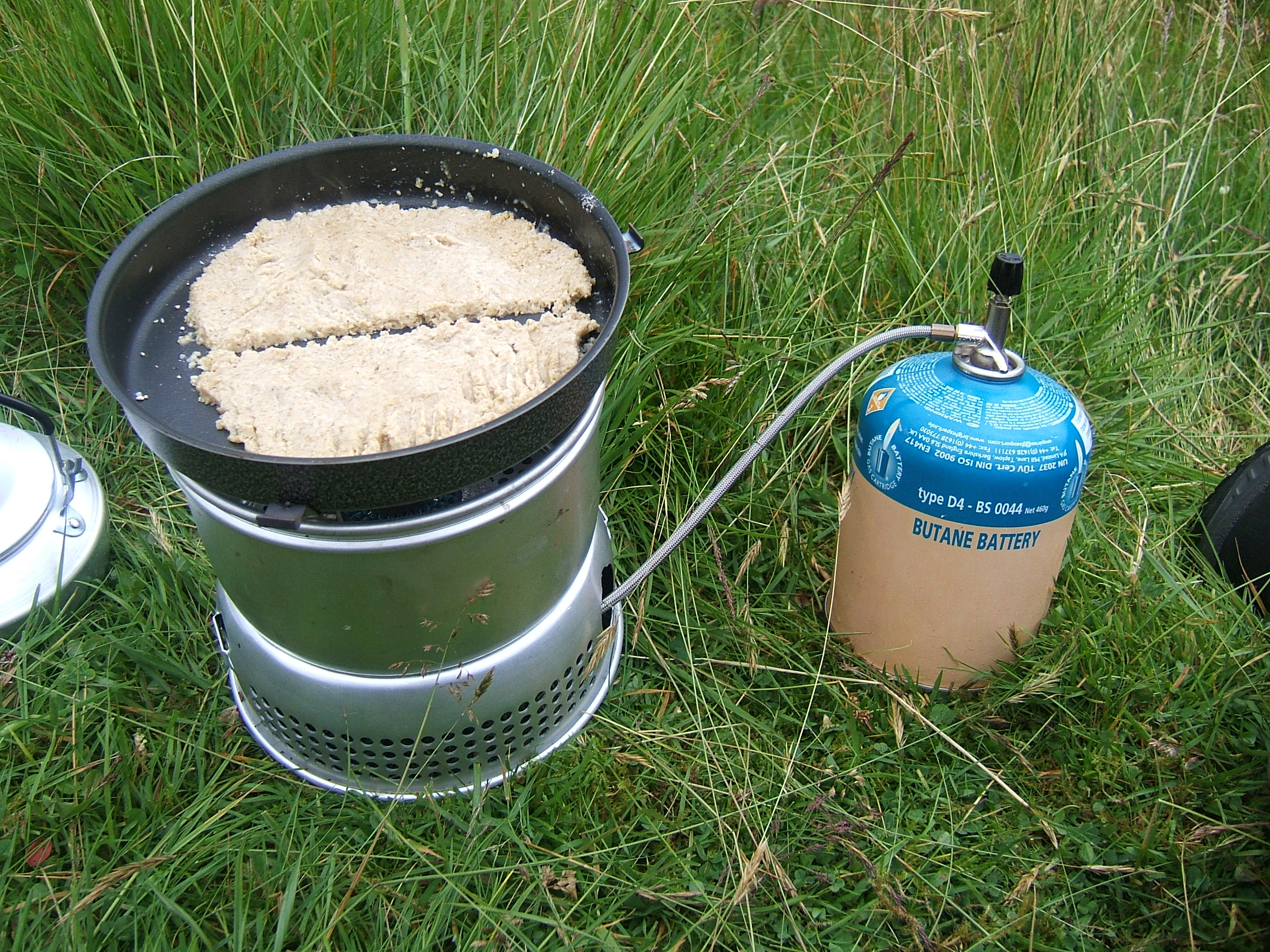
ガス燃料バーナーで使用中のトランギア・ストーブ

1. スウェーデンのトラングスヴィッケン（Trångsviken ）にあるポータブルストーブ関連製品メーカー、トランギア（Trangia AB ）
2. 1.が製造するアルコール燃料を使用するポータブルストーブ関連の製品群の商標

である。

## 概要
これらのストーブは、主にバックパッカー向けに軽量、堅牢、単純な構造に特化して設計されている。1925年に初めて販売されたトランギアのストーブは、当初1種類の燃料（アルコール、通常はメチルアルコールとして）しか使用できないケロシン（パラフィン）燃料の加圧式ストーブよりも好まれた。トランギアの特徴あるセールスポイントは、普通のキャンプ用鍋よりもさして大きくない鍋がストーブのセットに含まれていることである。こうしたことから他社製ストーブで使用燃料や構造が改良されてもトランギアは高い人気を保っている。
トランギア・ストーブの核となる構成品はバーナーである。これはアルコールストーブに似た外観と機能を持つ小型の真鍮製のカップである。燃料をバーナーの中に注ぎ、点火する。炎の熱が燃料を気化させ、バーナー頂部周りの23から24の穴から噴出させて安定した調理用の炎を作り出す。バーナーには取り外し可能な「シマーリング」（Simmer Ring ）が付属しており、これは熱の外部拡散を減じるために部分的に炎を遮断する。バーナーの中に予備の燃料を入れておけるように密閉式の蓋も含まれている。
トランギアでは純正のバーナーの代わりに他社製のバーナーをガスカートリッジやホワイトガソリンで使用できるようになっている。
標準のストーブ・セットにはバーナーに加えて台座が含まれている。これはバーナーと地面の間に空間を作り空気の流入を助け、風防となり鍋と炎（後者はスウェーデン語の綽名で「 stormkök ：荒天の調理場」と呼ばれる）を覆う役割を果たす。また2コのビリーカン（Billycan 、携帯用鍋）、鍋蓋/フライパンが標準で含まれ、オプションでやかんと鍋やフライパンの縁に取り付ける一般的に「ビリーグリップ」や口語で「スポンドニックル」（Spondonicles またはSpondonicals ）と呼ばれる取っ手がある。携行し易いようにセット全体は一まとめにできるような構造になっている。
標準のストーブ・セットには様々な種類があり、種々の大きさの鍋や貼り付き防止の表面処理が施されたものもある。他社製のストーブ・セットもあるが、これらは典型的にトランギア製バーナーとバーナーの土台/五徳として機能する軽量台座を含んでいる。これらの商品は低効率の燃料を使用するが比較的軽量である。トランギア製バーナーはスウェーデン軍の飯盒キットの構成品にも採用されている。
ミニトランギアもあり、これには標準バーナー（シマーリング付）、小型風防、800ml 鍋、15cm径フライパンと鍋/フライパン用取っ手が含まれている。トランギアのウェッブサイトによるとセット全体で重量は330gちょうどである。ミニトランギアは標準サイズのトランギアよりも更に携帯性に優れ、ほとんどの加圧式液体燃料ストーブ（これらの重量には鍋やフライパンは含まれていない）よりも軽量でさえあるが、標準サイズのトランギアに比べると風への耐性は低く、遮蔽物がなく風に晒された環境では自作の風除けが必要となるかもしれない。
元々トランギア・ストーブは軽量さを確保するため全てアルミニウム製（一貫して真鍮製のバーナー以外）であるが、アルミニウムは食材が表面に貼り付いたりある種の食品の味を損なうために調理用としては不向きな素材である。後にトランギアは調理に適したテフロン加工を施した鍋とフライパンを導入したが、早々にテフロン加工が剥げ落ちてしまった。その後にチタン製、超軽量アルミニウム、アルマイト処理アルミニウム製や調理面にステンレス鋼を貼ったアルミニウムである「デュオスサル」（Duossal、「duo」と「stainless steel」と「aluminum」のかばん語）製の調理器具が導入された。2008年時点でデュオスサル製は既に販売されていない。
日本への輸入代理店はイワタニ・プリムスが担当している。

## 展開商品
- メスティン - メスティンは炊飯が簡単にでき、その形状から炒めものやスープなども作ることができる万能なクッカー。[1]
- ツンドラ3
- メスキット
- ビリーコッヘル
- ノンスティックフライパン

## メスティン
メスティンは型番TR-210で、レギュラーサイズ。重量は150g、容量は750mlで、サイズは17×9.5×6.2cm。
ラージメスティンで型番TR-209で、重量は270g、容量は1350mlで、サイズは20.7×13.5×7cm。容量は倍近くあるので2人用の炊飯や、鍋料理などに適したサイズ。
１人前の炊飯を行う際はメスティンの内側にあるグロメット（取っ手と本体を繋げるために使用している丸いリベット）を目印に水を入れることがポイント。
但し、仕様変更のため、モデルによってハンドルパーツの取付位置が異なり、水位の目安とならない場合がある。